# Городское поселение «посёлок Ягодное»
Городско́е поселе́ние «посёлок Ягодное» — упразднённое муниципальное образование в Ягоднинском районе Магаданской области Российской Федерации.
Административный центр — пгт Ягодное.

## История
Статус и границы городского поселения установлены Законом Магаданской области от 28 декабря 2004 года № 511-ОЗ «О границах и статусе муниципальных образований в Магаданской области».
Законом Магаданской области от 24 апреля 2015 года № 1888-ОЗ, 15 мая 2015 года городские поселения «посёлок Ягодное», «посёлок Бурхала», «посёлок Дебин», «посёлок Синегорье» и «посёлок Оротукан» преобразованы, путём их объединения, в муниципальное образование «Ягоднинский городской округ» с административным центром в посёлке Ягодное.

## Население
| 2009 | 2010  | 2011  | 2012  | 2013  | 2014  | 2015  |
| ---- | ----- | ----- | ----- | ----- | ----- | ----- |
| 3790 | ↗4397 | ↘4359 | ↘4274 | ↘4168 | ↘4036 | ↘3926 |

## Состав городского поселения
| № | Населённый пункт | Тип населённого пункта      | Население |
| - | ---------------- | --------------------------- | --------- |
| 1 | Сенокосный       | посёлок                     | ↘3        |
| 2 | Ягодное          | пгт, административный центр | ↘2722     |